# Viliam Chmel
Viliam Chmel (14. října 1917 Temešvár, Rumunsko – 30. listopadu 1961 Bratislava) byl slovenský malíř, grafik a ilustrátor .

## Život
Studoval na gymnáziu a obchodní akademii v Martině, od roku 1939 na Škole uměleckých řemesel v Bratislavě, v letech 1940– 1941 na odd. kreslení a malování Slovenské vysoké školy technické v Bratislavě. Absolvoval studijní pobyty v různých zemích Evropy. Aktivně se zúčastnil Slovenského národního povstání, které zobrazoval i ve svém díle.
Jeho výtvarné umění objevil a podpořil Jaroslav Vodrážka.
Svůj život ukončil sám v roce 1961.

## Dílo
Začínal převážně umělecko-řemeslnickou orientací, později se věnoval i volné kresbě a malbě. Z počátku byl ovlivněn dílem svých učitelů Ľudovíta Fully a Jána Mudrocha. Od padesátých let 20. století se v jeho pracích objevila témata industrializace Slovenska a Slovenského národního povstání.
Jeho dílo je hlavně ve sbírkách Středoslovenské galerie v Banské Bystrici a Slovenské národní galerie v Bratislavě.
Je autorem dvou poštovních známek z tzv. Partyzánského vydání (1945) k výročí slovenského národního povstání s motivy hradů Sklabiňa a Strečno. Viliam Chmel je také autorem monografie o výtvarníkovi Janu Novákovi .

### Výstavy
- Soubornou výstavu Chmelových olejomaleb, kvašů, grafik a kreseb z let 1939–1940 uspořádali v roce 1978 v Banské Bystrici.

## Posmrtné ocenění
Na jeho počest je pojmenována ulice v Martině .